# Stalin: Na dvoru rdečega carja
Stalin: Na dvoru rdečega carja je zgodovinska knjiga Simona Sebaga Montefioreja iz leta 2003. Knjiga govori o življenjepisu sovjetskega diktatorja Josifa Stalina in ljudi okoli njega od poznih dvajsetih let dvajsetega stoletja do njegove smrti leta 1953, zajema pa obdobje kolektivizacije, moskovskih montiranih procesov, čistk, druge svetovne vojne in začetka hladne vojne.   
V knjigi je bilo uporabljeno doslej nevideno arhivsko gradivo, Montefiore pa je opravil tudi intervjuje s preživelimi družinskimi člani iz Stalinovega ožjega kroga. Montefiore je pozneje napisal spremljevalno delo Mladi Stalin, objavljeno leta 2007.